# Regiunea Issâk-Kul
Regiunea Issâk-Kul este cea mai estică dintre cele 7 regiuni (oblast) ale Republicii Kârgâze. Reședința administrativă a Regiunii Issâk-Kul este orașul Karakol. Numele regiunii este dat de lacul endoreic Issâk-Kul - cel mai mare lac din Kârgâzstan.
Cu o suprafață de peste 43 000 km2, regiunea Issâk-Kul este a doua ca întindere în Kârgâzstan, fiind depășită, la acest capitol, doar de regiunea Narân.